# Paul Müller (Schauspieler)
Paul Konrad Müller (in der Regel als Paul Muller auftretend; * 11. März 1923 in Neuchâtel; † 2. September 2016 in Tivoli) war ein Schweizer Schauspieler in internationalen Filmen. Daneben war er Synchronsprecher für italienische Filme.

## Leben

### Anfänge
Müller ging als Sohn einer reichen, bei der Heilsarmee tätigen Grossbürgerfamilie mit dieser über Brüssel und Bern 1934 nach Paris, wo er während der Besatzungszeit – nach einer Ausbildung als Typografiker – im Jahr 1941 das Conservatoire national supérieur d’art dramatique besuchte und nach dessen Abschluss im Jahr darauf als Bühnenschauspieler debütierte. Es folgten verschiedene Engagements an Theatern, wie dem Théâtre Pigalle, Salle Pleyel und Théâtre des Ambassadeurs, bis Muller sich 1944 entschied, Militärdienst zu leisten. Dieser führte ihn auch nach Indochina. 1947 und 1948 spielte er erneut mit diversen Compagnien in Frankreich, der französischen Besatzungszone und in Florenz. Er startete seine Filmkarriere nach zwei Filmen in Frankreich 1949 in Italien, wo er auch den Großteil seiner Rollen spielte.

### Kinoschauspieler
Ab dem folgenden Jahrzehnt war er in zahlreichen Filmen als Gangster, sadistischer Gutsherr oder verrückter Wissenschaftler zu sehen; ein Rollentypus der Unmoral, den er seine gesamte Karriere über vertrat. Neben seiner reichhaltigen Arbeit in Genrefilmen, und hier vor allem in Horrorfilmen arbeitete er auch mit Regisseuren wie Mario Monicelli oder Pietro Germi zusammen. Der Regisseur, mit dem er am meisten zusammenwirkte, ist jedoch Enfant terrible Jess Franco, bei dem er von 1968 bis 1976 in siebzehn Filmen zu sehen war. Mullers Professionalität verhalf ihm zu stetiger und geachteter Arbeit als wichtiger Nebendarsteller; gelegentliche Hauptrollen (wie in Jagd ohne Gnade, 1951 oder Amanti d’oltretomba, 1965) bildeten die Ausnahme. Ab und an erhielt er die Chance, seine komödiantische Ader zu zeigen: In einigen Filmen der Fantozzi-Serie wirkte er mit.
Daneben spielte er auch in Fernsehspielen und -serien; so war er mehrfach auch in deutschen Krimis wie Derrick oder Der Alte zu Gast, auch im österreichischen Ringstraßenpalais trat Müller auf.
Seine vollständige Filmografie umfasst nahezu 250 Filme zwischen 1948 und 2004. Ein seltenes Interview mit dem Schauspieler ist auf den Extras der DVD von Der Vampir von Notre Dame enthalten.
Wie erst Jahre später bekannt wurde, starb Paul Müller am 2. September 2016 in der Stadt Tivoli bei Rom im Alter von 93 Jahren.

## Filmografie (Auswahl)
- 1949: Il falco rosso
- 1951. Die Rache des Korsaren (La vendetta del corsaro)
- 1951: Jagd ohne Gnade (La città si difende)
- 1952: Die Blinde von Sorrent (La cieca di Sorrento)
- 1953: Die Sieben vom Großen Bären (I sette dell’Orsa maggiore)
- 1954: Dirnentragödie (La schiava del peccato)
- 1954: Liebe ist stärker (Viaggio in Italia)
- 1954: Die schwarzen Teufel von Romangai (La vendetta dei Tughs)
- 1954: Die Tempelwürger von Bangkok (I misteri della giungla nera)
- 1954: Zwei Nächte mit Kleopatra (Due notti con Cleopatra)
- 1955: Abenteuer der vier Musketiere (I cavalieri della regina)
- 1955: Bringt ihn lebend…! (Tam-tam mayumbe)
- 1955: Der Fischer der goldenen Insel (Agguato sul mare (Glauco e Scilla))
- 1955: Verrat an Deutschland
- 1957: Arsène Lupin, der Millionendieb (Les aventures d’Arsène Lupin)
- 1957: Der Korsar vom roten Halbmond (Il corsaro della mezzaluna)
- 1957: Der Vampir von Notre Dame (I vampiri)
- 1958: Aphrodite – Göttin der Liebe (Afrodite, dea dell’ amore)
- 1958: Die nackte Maja (The Naked Maja)
- 1958: Rebell ohne Gnade (Capitan Fuoco)
- 1959: Abenteuer in der Stadt (Avventure in città)
- 1959: Im Zeichen Roms (Nel segno di Roma)
- 1960: Die Furchtlosen von Parma (La strada dei giganti)
- 1960: Nur die Sonne war Zeuge (Plein soleil)
- 1960: Schlacht um Babylon (IL conquistatore d'oriente)
- 1960: Theseus, Held von Hellas (Teseo contro il Minotauro)
- 1960: Venus der Piraten (La Venere dei pirati)
- 1961: El Cid
- 1961: Frauen für die Teufelsinsel (Le prigioniere dell'isola del diavolo)
- 1961: Liebe, Freiheit und Verrat (Legge di guerra)
- 1961: Barabbas (Barabba)
- 1962: Die Normannen (I normanni)
- 1962: Pontius Pilatus – der Statthalter des Grauens (Ponzio Pilato)
- 1962: Rächer der Meere (Il giustuizere dei mari)
- 1962: Straße der Verheißung
- 1963: Kali Yug: Die Göttin der Rache (Kali Yug, la dea della vendetta)
- 1963: Der Stärkste unter der Sonne (Maciste l’eroe più grande del mondo)
- 1963: Treffpunkt Tanger (Finché dura la tempesta)
- 1964: Covergils – Die ganz teuren Mädchen (Cover girls)
- 1965: Amanti d’oltretomba
- 1965: Colonel von Ryans Express (Von Ryan's Express)
- 1965: Das Folterhaus der Lady Morgan (La vendetta di Lady Morgan)
- 1965: Genosse Don Camillo (Il compagno Don Camillo)
- 1965: Lederstrumpf – Der letzte Mohikaner (Uncas, el fin de una raza)
- 1965: Mordnacht in Manhattan
- 1966: Geh ins Bett, nicht in den Krieg (Non faccio la guerra, faccio l’amore)
- 1966: Schneller als 1000 Colts (Thompson 1880)
- 1966: Wer stirbt schon gern im Bett (K.O. va' e uccidi)
- 1967: Der grausame Job (Peau d'espion)
- 1967: Der Mörderclub von Brooklyn
- 1967: Unbezähmbare Angélique (Indomptable Angélique)
- 1968: Django – Melodie in Blei (Uno di più all’inferno)
- 1968: Drei tolle Kerle (3 supermen a Tokio)
- 1968: Fünf Hundesöhne (Cinque figli di cane)
- 1968: Liebe, Laster und Ganoven (Stuntman)
- 1969: Die Geschichte der Apostel (Atti degli apostoli) (TV-Miniserie)
- 1969: Die Jungfrau und die Peitsche (De Sade 70)
- 1970: Nachts, wenn Dracula erwacht (El Conde Dacula)
- 1970: Sie tötete in Ekstase
- 1970: Wie kommt ein so reizendes Mädchen zu diesem Gewerbe?
- 1970: X 312 – Flug zur Hölle
- 1971: Lady Frankenstein (Lady Frankenstein (La figlia di Frankenstein))
- 1971: Der Teufel kam aus Akasava
- 1971: Vampyros Lesbos – Erbin des Dracula (Las vampiras)
- 1971: Lady Frankenstein (La figlia di Frankenstein)
- 1972: Camorra
- 1972: Die nackten Augen der Nacht (Les cauchemars chassent la nuit)
- 1972: Providenza! – Mausefalle für zwei schräge Vögel (La vita a volte è molto dura, vero Provvidenza?)
- 1972: Robinson und seine wilden Sklavinnen
- 1972: Die Schatzinsel (Treasure Island)
- 1973: Eine Jungfrau in den Krallen von Zombies (Une vierge chez les morts vivants)
- 1974: Convoy der Frauen (Convoi de femmes)
- 1974: In der Gewalt des Kindermörders (Fatevi vivi: la polizia non interverrà)
- 1974: Ein Mädchen kämpft sich durch die grüne Hölle (I miracoli accadono ancora?)
- 1974: Moses (Mosè) (Fernseh-Miniserie)
- 1975: Mit Rose und Revolver (Les Brigades du Tigre) (Fernsehserie, 1 Folge)
- 1976: An den Quellen der Mafia – '3: Die Schakale' (Sizilien 1835) (Alle origini della mafia – 3: Gli sciacalli) (Fernseh-Miniserie, ein Teil)
- 1976: The 44 Specialist (Mark colpisce ancora)
- 1976: Die Frau am Fenster (Une femme à sa fenêtre)
- 1976: Frauengefängnis
- 1977: Der eiserne Präfekt (Il prefetto di ferro)
- 1977: Frau und Geliebte (Mogliamante)
- 1978: Kommissariat 9 (Fernsehserie, Folge Der Preisbrecher)
- 1978: Little Lips – Der zärtliche Tod (Piccole labbra)
- 1978: Mord in Perfektion (Indagine su un delitto perfetto)
- 1978: Der Zeuge (Le témoin)
- 1979: Derrick – (Folge 59: Lena)
- 1982: Der Alte – (Folge: Teufelsküche)
- 1982: Marco Polo (Marco Polo) (TV-Miniserie)
- 1982: Nana
- 1982: Ein pikanter Traum (Sogni mostruosamente proibiti)
- 1983: Der Feuersturm (TV-Miniserie, 1 Episode)
- 1984: Die zwei Leben des Mattia Pascal (Le due vite di Mattia Pascal)
- 1985: Zwei Vollidioten schlagen zu (Fracchia contro Dracula)
- 1986: Hoffen wir, daß es ein Mädchen wird (Speriamo che sia femmina)
- 1987: Söldner der Apokalypse (I mercenari dell'apocalisse)
- 1988: Der Commander
- 1988: Fantozzi geht in Pension (Fantozzi va in pensione)
- 1988: Der Laden des Goldschmieds (La bottega dell'orefice)
- 1989: Ghosthouse 4 – Haus der Hexen (La casa del sortilegio)
- 1989: Snake House (Bloody psycho)
- 1990: Nightmare Concert (Un gatto nel cervello)
- 1990: Die Saat des Teufels (Hansel e Gretel)
- 1991: Paprika – Ein Leben für die Liebe (Paprika)
- 1997: Rosanna’s letzter Wille (Roseanna’s Grave)
- 2004: Touristes ? Oh yes !

### Dokumentarfilme
- 2007: The Diabolikal Super-Kriminal
- 2009: C’est la vie – Paul Muller erzählt